# Institut Max-Planck de mathématiques dans les sciences
L'Institut Max-Planck de mathématiques dans les sciences ou Institut Max-Planck de mathématiques des sciences (en allemand :  Max-Planck-Institut für Mathematik in den Naturwissenschaften) abrégé en MPI MiS, est un institut créé à Leipzig le 1er mars 1996 ; il fait partie de la section de mathématiques et sciences naturelles de la Société Max-Planck.
L'institut rassemble des scientifiques dans différentes sections spécialisées qui travaillent en mathématiques en vue d'applications aux sciences naturelles, notamment en physique, biologie, chimie et la science des matériaux. L'institut a plus de 100 collaborateurs, son directeur exécutif est Jürgen Jost, les autres directeurs sont Felix Otto et Bernd Sturmfels. 
Les thèmes principaux de la recherche mathématique sont :
- Formation de motifs, paysages énergétiques et processus d'échelle (groupe de travail de Felix Otto),
- Algèbre nonlinéaire, géométrie, combinatoire et leurs applications (groupe de travail de Bernd Sturmfels)
- Géométrie riemannienne, variété kählérienne et géométrie algébrique (groupe de travail de Jürgen Jost).

D'autres groupes sont :
- Théorie de l'information de systèmes cognitifs  (Nihat Ay)
- Équations aux dérivées partielles stochastiques (Benjamin Gess)
- Logiciens mathématiques (Michael Joswig)
- Géométrie algébrique combinatoire Combinatorial Algebraic Geometry (Mateusz Michałek)
- Théorie de l'apprentissage profond  (Guido Montúfar)
- Rigidité et flexibilité dans les équations au dérivées partielles  (Angkana Rüland)
- Structure de l'évolution (Matteo Smerlak)
- Tenseurs et optimisation (André Uschmajew)

D'anciens groupes de travail sont :
- Physique mathématique, analyse fonctionnelle et équations aux dérivées partielles (groupe de travail de  Eberhard Zeidler (de), 1996–2007),
- Analyse numérique (scientific computing) (groupe de travail Wolfgang Hackbusch, 1999–2014).

L'institut est l'un des organismes supportant l'International Max Planck Research School Mathematics in the Sciences, école de formation de haut niveau. 
L'institut MPI MiS accueille de nombreux visiteurs scientifiques et s'est développé, depuis sa fondation, en un centre international de mathématiques appliquées. Il est membre de ERCOM (European Research Centres in Mathematics).